# Horgehest
Horgehest är en bergstopp i Antarktis. Den ligger i Östantarktis. Norge gör anspråk på området. Toppen på Horgehest är 2 056 meter över havet.
Terrängen runt Horgehest är varierad.  Trakten är obefolkad. Det finns inga samhällen i närheten. 